# Simon Meier
Simon Meier (* 1990) ist ein Schweizer Unihockeyspieler. Er spielte in der Nationalliga für Unihockey Langenthal Aarwangen und den UHC Thun.

## Karriere

### Unihockey Langenthal Aarwangen
Meier begann seine Karriere beim SV Wiler-Ersigen. Nachdem er sich während der Saison 2010/11 nicht für die erste Mannschaft des SV Wiler-Ersigen aufdrängen konnte, wechselte er in die Nationalliga B zu Unihockey Langenthal Aarwangen. Während seiner Zeit bei ULA absolvierte Meier 130 Meisterschaftspartien. Dabei erzielte der Verteidiger 14 Tore und legte 40 weitere auf. Meier kurbelte die Offensive von ULA von hinten an und zählte zu den treffsichersten Verteidigern in der Nationalliga B.

### UHC Thun
Am 28. Februar 2017 gab der UHC Thun bekannt, dass Meier in der Saison 2017/18 das rote Dress des UHC Thun tragen wird. Nach zwei Saisons beendete er seine Karriere als Aktiver und wechselte auf das Kleinfeld zum SV Wiler-Ersigen.